# Noh Jung-yoon
Noh Jung-yoon est un footballeur sud-coréen né le 28 mars 1971.